# 夜風
「夜風」（よかぜ）は、DEEPの楽曲。小竹正人が作詞、マシコタツロウが作曲を手掛けた。DEEPの10枚目のシングルとして2012年12月19日にrhythm zoneから発売された。

## 概要
前作の｢GO」から約4か月後のシングルである。「CD+DVD」「CDのみ」「mu-moショップ & LDH mobile限定ワンコイン盤（CDのみ）」「mu-moショップ & LDH mobile限定ワンコインCD BOX（CDのみ）」の4形態で発売。DVDには「DEEP LIVE TOUR 2012 “YOUR STORY”」で披露された「君じゃない誰かなんて〜Tejina〜」のライブ映像を収録。

## 収録曲
CD
1. 夜風 [5:12]
（作詞：小竹正人、作曲：マシコタツロウ、編曲：藤澤慶昌）
2. I Believe [4:50]
（作詞：Yang Jae Sun・小林夏海、作曲：Kim Hyung Seok、編曲：村山晋一郎）
シン・スンフンの楽曲のカバー。
3. Tell Me [4:04]
（作詞：SHIROSE & GASHIMA from WHITE JAM、作曲：Erik Lidbom・SHIROSE from WHITE JAM、編曲：Erik Lidbom）
  - H.I.S.『H.I.S. 初夢フェア』CMソング
4. 夜風（Instrumental）
5. I Believe（Instrumental）
6. Tell Me（Instrumental）

DVD
1. 夜風（Video Clip）
2. 夜風（Making）
3. 君じゃない誰かなんて〜Tejina〜 （「DEEP LIVE TOUR 2012 “YOUR STORY”」@NHKホール）